# یواس‌اس کابریلا (اس‌اس-۲۲۸)
یواس‌اس کابریلا (اس‌اس-۲۲۸) (به انگلیسی: USS Cabrilla (SS-288)) یک زیردریایی بود که طول آن ۳۱۱ فوت ۹ اینچ (۹۵٫۰۲ متر) بود. این زیردریایی در سال ۱۹۴۲ ساخته شد.